# Pruebas de cosméticos en animales

Situación jurídica de las pruebas de cosméticos en animales alrededor del mundo
----
Prohibición nacional de todas las pruebas de cosméticos en animales
Prohibición de la venta de cosméticos probados en animales
Prohibición parcial de las pruebas de cosméticos en animales¹
No se prohíben las pruebas de cosméticos en animales
No hay información
----
¹Algunos métodos de prueba están excluidos de la prohibición o las leyes varían dentro del país.

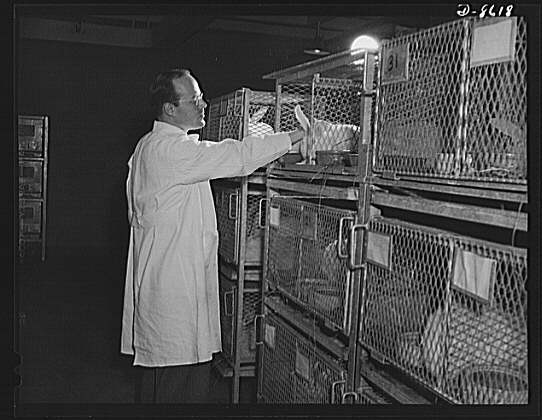
Los conejos comunes suelen ser los más utilizados para las pruebas y elaboración de cosméticos, en su mayoría en condiciones inhumanas.

Las pruebas de cosméticos en animales son un tipo de experimentación con animales que se utilizan para probar la seguridad y las propiedades hipoalergénicas de los productos cosméticos. Debido al daño causado a los animales, estas pruebas son rechazadas por los activistas por los derechos de los animales y otros. La experimentación cosmética en animales está prohibida en México, Colombia, la Unión Europea, Reino Unido, India, Israel y Noruega.

## Prohibiciones
La Unión Europea, India, Israel, y Noruega tienen prohibiciones de pruebas en animales para cosméticos. A partir de 2013, la Comisión Europea prohibió comercializar en la Unión Europea cualquier tipo de producto cosmético (artículos de aseo, cremas, jabones, maquillaje, higiene dental, etc.) que se haya experimentado en animales, con algunas excepciones. La experimentación con animales en la Unión Europea ya estaba prohibida desde 2004 para los productos cosméticos y desde 2009 para los ingredientes cosméticos. En España desde 2013 está prohibida la experimentación con grandes simios (gorilas, chimpancés, orangutanes y bonobos) utilizados para la experimentación y otros fines científicos incluida la docencia. Meses después, el Consejo de Ministros de la Unión Europea acordó prohibir las prácticas científicas con grandes simios como los orangutanes o chimpancés, salvo casos excepcionales para ciertos tipos de enfermedad.
En 2015 una medida similar fue tomada en Nueva Zelanda mientras que en la India se prohíbe su importación. La prohibición de las importaciones coloca a la India junto a países como Brasil, Australia y Nueva Zelanda.
En 2013 la empresa líder de cosméticos japonesa, Shiseido, eliminó las pruebas de sus productos en animales, tanto en sus laboratorios de dentro como en los de fuera de Japón.
Estados Unidos, Corea del Sur, Asociación de Naciones del Sudeste Asiático y Brasil han considerado restricciones contra las pruebas en animales para esto.
El estado de São Paulo en Brasil prohíbe pruebas de cosméticos en animales. En marzo de 2014, en Australia y Estados Unidos hay proyectos de ley con prohibiciones de cosméticos probados en animales.
Toda compañía que quiera comercializar sus productos cosméticos en China debe pagar para que laboratorios registrados en dicho país realicen pruebas en animales como medidas de seguridad para los consumidores, no aceptando aún métodos alternativos.
El 2 de septiembre de 2021, el Senado de México por unanimidad aprobó las reformas a la Ley General de Salud para prohibir el uso de animales en pruebas para productos y artículos cosméticos. Con las reformas se establece que no podrán fabricarse, importarse ni comercializarse productos cosméticos cuando en su formulación final medien o hayan mediado pruebas en animales, y contengan ingredientes o combinaciones de éstos que sean o hayan sido objeto de pruebas en animales.[cita requerida]

### Lista de países con prohibición.[18]
- Reino Unido (1998)[19]
- Unión Europea (2004)
  -  Alemania
  -  Austria
  -  Bélgica
  -  Bulgaria
  -  República Checa
  -  Croacia
  -  Chipre
  -  Dinamarca
  -  Eslovaquia
  -  Eslovenia
  -  España
  -  Estonia
  -  Finlandia
  -  Francia
  -  Grecia
  -  Hungría
  -  Irlanda
  -  Italia
  -  Letonia
  -  Lituania
  -  Luxemburgo
  -  Malta
  -  Países Bajos
  -  Polonia
  -  Portugal
  -  Rumania
  -  Suecia
- Noruega (2013)
- India (2013)[20]
- Israel (2013)
- Nueva Zelanda (2015)[21]
- Suiza (2017)[22]
- Guatemala (2017)[23]
- Islandia (2018)[24]
- Serbia (2018)[24]
- Corea del Sur (2018)[25]
- Taiwán (2019)[26]
- Turquía (2019)[27]
- Australia (2020)[28]
- México (2021)[29]
- Canadá (2023)[30]
- Brasil (2023)[31]
- Colombia (2024)[32]
- Chile (2025)[33]

En total son 45 países en el mundo que no testean en animales.

## Marcas que no testean en animales[34]
| Marca:                  | Respaldada por:     |
| ----------------------- | ------------------- |
| Anastasia Beverly Hills | PETA                |
| bareMinerals            | PETA                |
| Beauty Creations        | PETA                |
| Beauty Treats           | PETA                |
| Burt's Bees             | Leaping Bunny, PETA |
| Covergirl               | Leaping Bunny       |
| Dove                    | PETA                |
| Drunk Elephant          | Leaping Bunny       |
| E.L.F                   | Leaping Bunny, PETA |
| essence                 | PETA                |
| Fenty Beauty            | PETA                |
| Garnier                 | Leaping Bunny       |
| Good Molecules          | Leaping Bunny       |
| H&M                     | PETA                |
| Hawaiian Tropic         | PETA                |
| Herbal Essences         | PETA                |
| it Cosmetics            | PETA                |
| Jefree Star             | Leaping Bunny, PETA |
| JLO beauty              | Leaping Bunny       |
| L.A. Colors             | PETA                |
| L.A. Girl               | PETA                |
| Marc Jacobs Beauty      | PETA                |
| Milani                  | Leaping Bunny       |
| Moira                   | PETA                |
| Natura                  | Leaping Bunny, PETA |
| NYX                     | PETA                |
| Rare beauty             | PETA                |
| Republic Cosmetics      | PETA                |
| Sedal                   | PETA                |
| The body Shop           | Leaping Bunny, PETA |
| The Ordinary            | Leaping Bunny       |
| Too Faced               | PETA                |
| TRESemmé                | PETA                |
| Urban Decay             | PETA                |
| Wet n wild              | PETA                |
| Yuya                    | PETA                |

## Métodos
- Test Draize: Se somete a un animal a un examen y la sustancia a examinar se aplica a la piel o al ojo del animal. Se pueden utilizar pinzas para mantener los ojos del animal abiertos. Para observar el efecto, la sustancia se deja hasta por 14 días. Los animales se sacrifican si el daño causado es irreversible; Aquellos que no sufren daños irreversibles simplemente se reutilizan después de ser “limpiados”. Estas pruebas pueden causar úlceras, sangrado, visión borrosa y ceguera. [35]
- Toxicidad de dosis repetidas: Conejos o ratas son forzadas a ingerir o inhalar ingredientes cosméticos, o se les aplica el ingrediente en su piel afeitada, cada día durante 28 o 90 días. Luego son sacrificados (esto ocurre en todos los casos). Esta prueba incluye la "sensibilización de la piel" (cobayas con su piel afeitada que son expuestas a la sustancia, o a través de los oídos de ratas para ver las reacciones alérgicas. Luego son exterminadas).

- Carcinogenicidad: Los carcinógenos son sustancias que causan o aumentan el riesgo de crecimiento de células cancerosas. Estas pruebas utilizan sustancias químicas para estimular el crecimiento de tumores en los animales de prueba. La sustancia química que se va a probar se aplica a la piel del animal, se inhala o se administra por vía oral. Después de dos años, el animal es sacrificado y examinado.[35]

- Toxicidad reproductiva:Se busca estudiar el efecto de una sustancia sobre la fertilidad y los órganos reproductivos de animales, generalmente ratas, ratones y conejos. La sustancia química se puede administrar de diversas formas, dependiendo de cómo se espera que los humanos entren en contacto con la sustancia. La sustancia se aplica a los animales antes y durante la gestación. También se administra a los animales machos, antes de la fecundación. Posteriormente son sacrificados para evaluar la toxicidad en sus fetos. En otros casos, las sustancias son administradas directamente a los fetos.[35] [cita requerida]

- Toxicocinética: Conejos o ratas son forzados a ingerir la sustancia y luego son matados para examinar sus órganos y ver cómo esta se distribuye en sus cuerpos.[cita requerida]

## Alternativas
Hay alternativas a las pruebas sobre animales, utilizando combinaciones de ingredientes que ya se han demostrado seguros para el uso en humanos. Se ha hecho una estimación de que hay alrededor de quince mil ingredientes ya probados y declarados como seguros.[cita requerida] Se ha estimado que existen cerca de 15.000 ingredientes que ya han sido probados y declarados. Seguros[cita requerida]. 
Almacenamiento, uso e intercambio de la información toxicológica, esto evitaría que los ensayos se repitiesen de forma innecesaria.
Estudios en humanos: Estudios epidemiológicos, seguimiento toxicológico (postcomercialización y uso de voluntarios). Estudios recientes en voluntarios han demostrado que algunos métodos oficiales de pruebas toxicológicas en animales no predicen de la misma manera la toxicidad que tendría en humanos; Food and Drug Administration, de E.U dijo que el 92% de los medicamentos que pasaron las pruebas en animales fueron rechazados en ensayos clínicos en humanos.
Técnicas in vitro: Es el uso de organismos que pertenecen a otros reinos, los cuales carecen de sistema nervioso como bacterias, algas y hongos